# Cortes de Valladolid (1312)

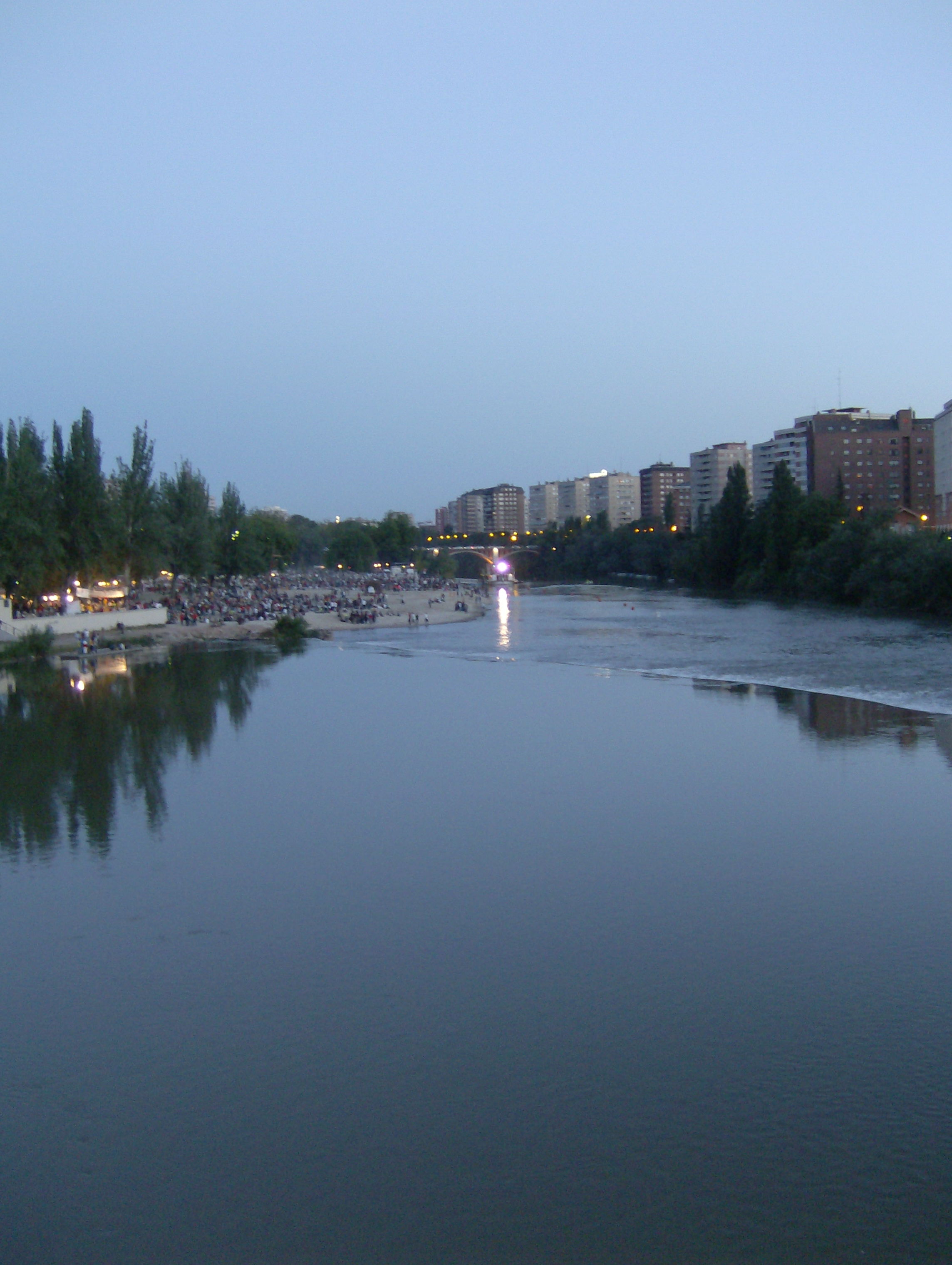
El río Pisuerga a su paso por la ciudad de Valladolid.

Cortes de Valladolid de 1312. Cortes del reino de Castilla celebradas en la ciudad de Valladolid en el verano de 1312, durante el reinado de Fernando IV de Castilla. 
Fueron las últimas Cortes del reinado de Fernando IV, y han sido consideradas por numerosos historiadores como el testamento político de dicho monarca, que falleció en Jaén el 7 de septiembre de 1312, a los veintiséis años de edad.

## Contexto histórico
En 1311, un año antes de celebrarse las Cortes de Valladolid de 1312, el rey se vio obligado a firmar la concordia de Palencia con los prelados del reino de Castilla. En dicha concordia el rey se comprometió a respetar los fueros, usos, costumbres y privilegios de los prelados, les concedió varios privilegios y se comprometió a no demandarles ningún tributo sin consultar previamente a todos los prelados reunidos en asamblea.
Los propósitos de Fernando IV al convocar las Cortes de Valladolid de 1312 eran conseguir recursos económicos con los que poder financiar la guerra contra el reino de Granada, fortalecer el poder de la Corona, mejorar la organización política del reino, y reformar la administración de justicia, pues la situación del reino era inestable debido a las revueltas nobiliarias y a la penuria económica. Los representantes de las villas y ciudades consiguieron que Fernando IV impulsara la reforma de la justicia y de la administración del reino, con un amplio programa reformista con el que pretendía fortalecer el poder monárquico y mejorar toda la organización política del reino.
La reforma judicial emprendida en las Cortes de 1312 fue la de mayor envergadura, en opinión de diversos historiadores, desde la realizada en las Cortes de Zamora de 1274, reunidas durante el reinado de Alfonso X, abuelo de Fernando IV.

## Las Cortes de Valladolid de 1312

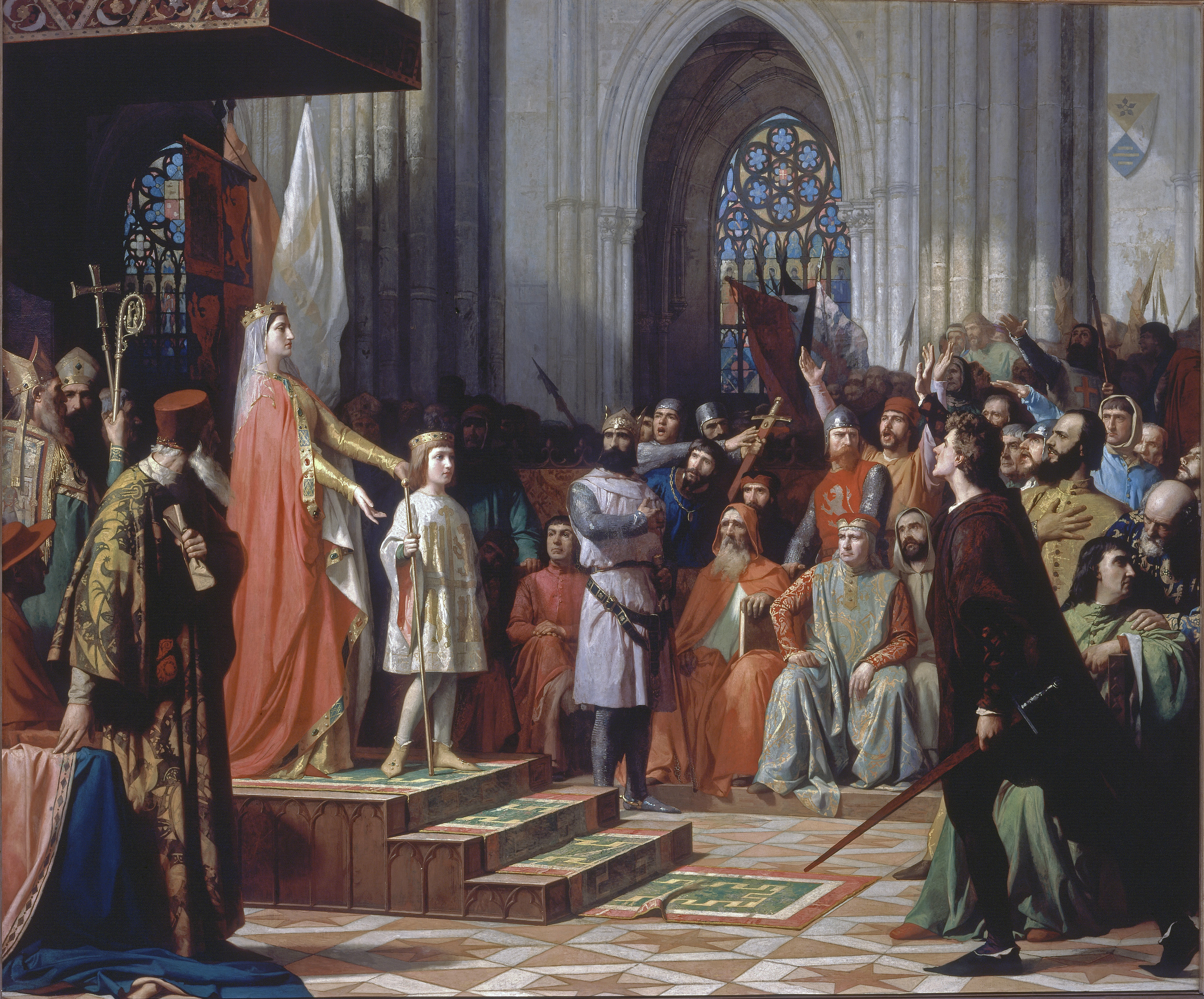
María de Molina presenta a su hijo Fernando IV en las Cortes de Valladolid de 1295. Óleo sobre lienzo de Antonio Gisbert Pérez. 1863. (Congreso de los Diputados de España).

Las Cortes se reunieron en la ciudad de Valladolid en la primavera del año 1312. A ellas acudieron numerosos miembros de la nobleza y del clero, así como los representantes de las ciudades y concejos. A las Cortes asistió el rey Fernando IV y su esposa, la reina Constanza de Portugal, el infante Pedro de Castilla, hermano de Fernando IV, y el infante Juan, tío de Fernando IV. Entre los representantes de la ciudad de Sevilla que acudieron a las Cortes destacaron Fernando Gutiérrez Tello, arzobispo de Sevilla, Fernando Ponce de León y Meneses, señor de Marchena, Juan Alonso Pérez de Guzmán, señor de Sanlúcar de Barrameda, y Álvaro Pérez de Guzmán, alcalde mayor de Sevilla, que asistió acompañado por sus dos hijos.
El rey Fernando IV de Castilla confirmó a las ciudades y villas sus fueros, usos, costumbres y privilegios, así como los ordenamientos surgidos en Cortes anteriores, como el de las Cortes de Madrid de 1309, y el de las Cortes de Burgos de 1308. Los procuradores de las ciudades del reino concedieron al monarca cinco servicios y una moneda forera, con las que el monarca pagó las soldadas de sus vasallos, a excepción de las de Juan Núñez II de Lara, señor de la casa de Lara, que se había convertido en vasallo del rey Dionisio I de Portugal, suegro de Fernando IV.
Fernando IV concedió el 24 de abril de 1312, durante las Cortes de Valladolid, un privilegio al valle de las villas de Ojacastro, Ezcaray, Valgañón y Zorraquín, situadas en el Valle del Alto Oja, en La Rioja (España), a fin de repoblarlas. En dicho privilegio, que con el paso de los siglos sería conocido como Fuero de Valdezcaray, Fernando IV les concedía a los habitantes de dicho valle una serie de amplias mercedes y exenciones, siendo confirmado dicho privilegio por Alfonso XI de Castilla en 1326, y posteriormente, por numerosos monarcas.

### Disposiciones generales
- Se recomendó a los adelantados que hiciesen cumplir las leyes, que no permitiesen las asonadas, aunque hubiera de ser mediante el uso de la fuerza, que recorriesen sus territorios y castigasen a los malhechores, que tuviesen merinos entendidos y respetables a sus órdenes, que no perturbasen a las villas y concejos con pesquisas generales,[10] que atendiesen a los demandantes de justicia, que desempeñasen el oficio por sí mismos y no por medio de sustitutos,[10] y que no tomasen yantares indebidos. Al mismo tiempo se dispuso que si los adelantados, en vez de administrar justicia, se dedicasen al robo y al cohecho y se rodeasen de malhechores que estragasen el territorio, deberían ser castigados por la justicia del rey.
- Fernando IV accedió a la demanda de los representantes de las ciudades, que solicitaron al rey que no fueran nombrados jueces o alcaldes que no fueran naturales de ellas, o que cobrasen salario por ello. Los jueces o alcaldes deberían ser designados de entre los propuestos por el concejo o por la mayor parte de él.[10]
- Se dispuso que las casas fuertes que sirvieran de refugio a los malhechores deberían ser derribadas,[7] como habían solicitado los procuradores del reino.[11]
- El monarca castellano se comprometió a no encomendar la tenencia de sus fortalezas a los malhechores, sino a individuos honrados y leales servidores del rey. Los adelantados deberían obrar de igual modo y no encomendar la tenencia de fortalezas a los malhechores.[12]

### Reorganización de la administración de justicia

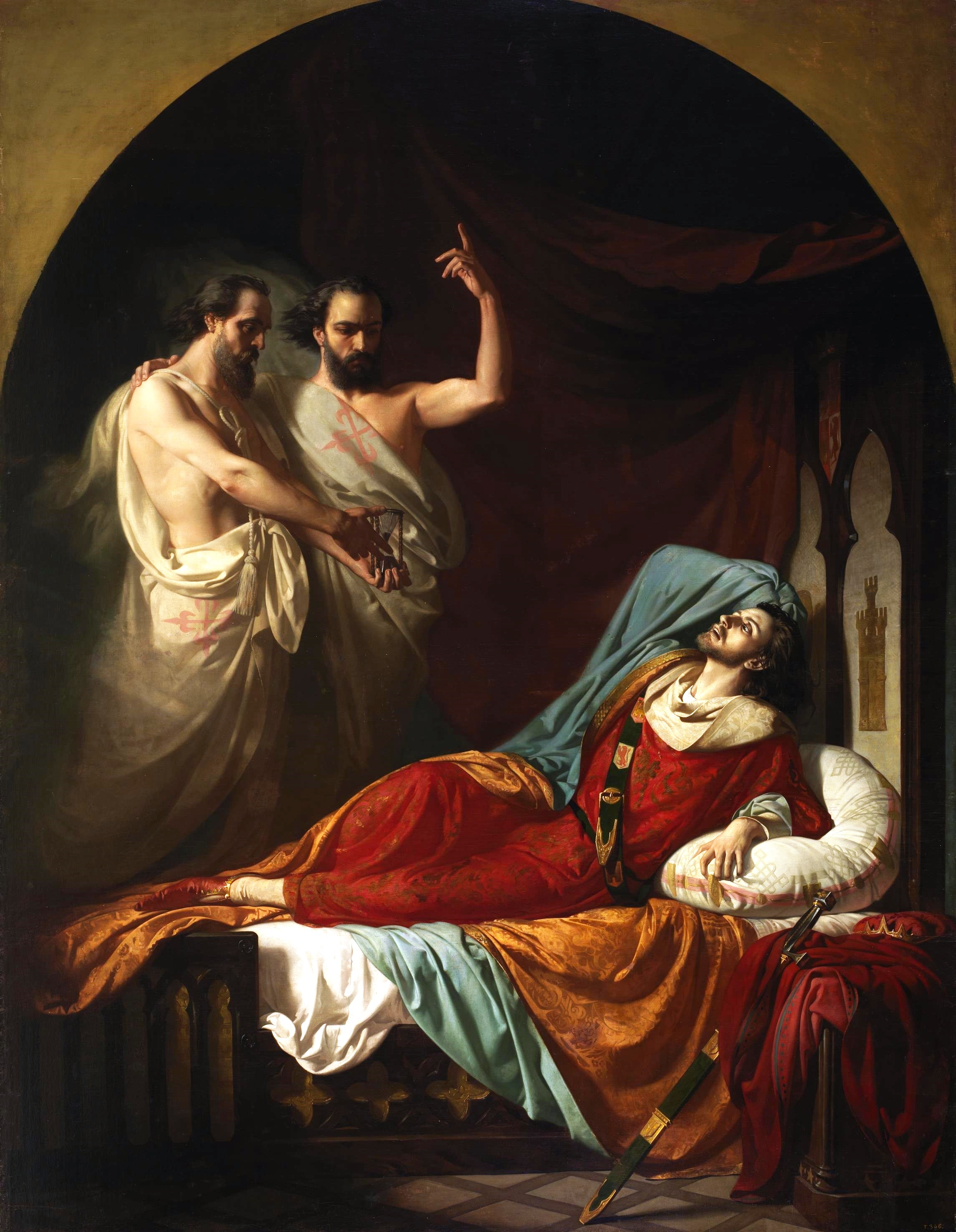
Últimos momentos de Fernando IV el Emplazado. Óleo sobre lienzo de José Casado del Alisal. 1860. (Palacio del Senado de España).

El ordenamiento de las Cortes de 1312 dictaminó las competencias y retribuciones de los diferentes responsables de la administración central, territorial y local, entre los que se contaban los adelantados, merinos, notarios, alcaldes, alguaciles, jueces, escribanos y otros.
Durante las Cortes se aprobó la restauración del Tribunal de la Corte, que había sido creado durante el reinado de Alfonso X. El Tribunal fue reorganizado y Fernando IV dispuso que los viernes presidiría el Tribunal y oiría los pleitos y querellas de sus súbditos, y que si por alguna razón el monarca no podía hacerlo el viernes, lo haría el sábado. En el Tribunal de la Corte el rey estaría acompañado por doce alcaldes de corte, de los que cuatro deberían ser castellanos, otros cuatro leoneses, y otros cuatro de las Extremaduras. Deberían ser hombres buenos, legos, de solvencia económica y expertos en leyes, y tendrían la obligación de residir permanentemente en la Corte y acompañar al rey en sus desplazamientos. Seis de ellos deberían desempeñar el oficio durante medio año, y los seis restantes durante el otro medio. El salario de los alcaldes de corte sería de 6.000 maravedís anuales, y cada uno de ellos tendría a su servicio un escribano, cuyo sueldo debería ser de 3.000 maravedís anuales. El rey prohibió que los alcaldes de corte recibiesen regalos de los demandantes, bajo pena de ser privados del cargo e inhabilitados para desempeñar cualquier puesto en la Corte o en sus reinos. Además, en las Cortes de Valladolid de 1312 se acordaron una serie de medidas tendentes a reformar la administración de justicia:
- Un procurador se encargaría de defender las causas de las viudas, los huérfanos, y de los pobres y menesterosos. Al procurador le fue asignado un salario y se le prohibió, bajo severas penas, que aceptase nada de los demandantes de justicia.[15]
- Se prohibió a los abogados defender las causas injustas, y si algún abogado defendía conscientemente a un acusado culpable, sería considerado perjuro y quedaría inhabilitado para desempeñar cualquier cargo en la Corte castellana, o cualquier otro cargo público en el reino.[15]
- El alguacil del rey no podría prender a persona alguna sin justificación, y al entregar a un prisionero al alcalde, debería exponer ante éste las razones de su detención. El alguacil debería además obedecer a los alcaldes en lo referente a la liberación o el mantenimiento en prisión de un acusado, y no podría someter a tortura a los prisioneros, o darles un trato cruel, bajo pena de perder el favor del rey.
- Así mismo se dispuso que el alguacil del rey debería procurar que en las villas o lugares donde se detuviese la Corte, las personas y propiedades deberían ser respetadas, y no debería permitir que nadie se apropiase de los bienes ajenos. El alguacil y sus ayudantes deberían rondar noche y día a fin de evitar las disputas y prender a los alborotadores. El monarca además desterró de la Corte a las personas ociosas y a las prostitutas y exhortó a su alguacil a que cumpliera fielmente las obligaciones propias de su cargo, y a que hiciese cumplir las leyes.Privilegio rodado concedido por Fernando IV en 1310 al monasterio de San Clemente de Sevilla.

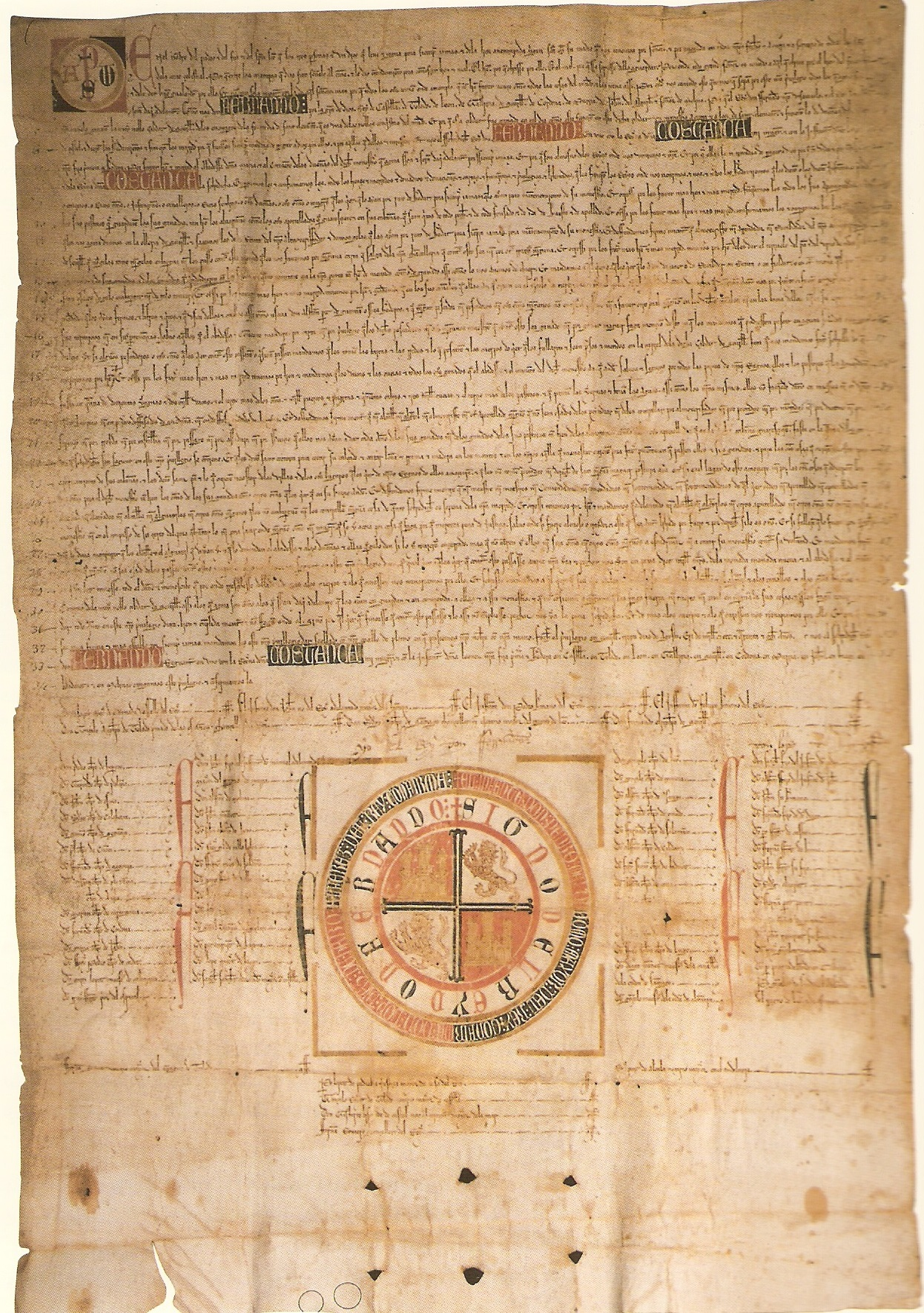
Privilegio rodado concedido por Fernando IV en 1310 al monasterio de San Clemente de Sevilla.

- La resistencia al alguacil del rey fue considerada como resistencia a la justicia del rey. Por ello, Fernando IV dispuso que nadie podría amparar o defender a los perseguidos por los representantes de la ley. En caso necesario, el alguacil del rey podría demandar la colaboración de los ballesteros del rey o de la mesnada real.
- Se procuró limitar el uso de las pesquisas generales o cerradas, procedimiento que hacía responsable a todo un concejo de los delitos cometidos en su jurisdicción.[10]
- Los alcaldes y jueces de las villas y ciudades deberían aplicar las leyes rectamente y sin doblez alguna, y deberían esforzarse en el servicio del rey y en no alargar los pleitos, bajo pena de severos castigos. Además, deberían dar cuenta al rey o a sus representantes, siempre que les fuera pedida, de los robos, asesinatos o delitos cometidos en su jurisdicción, y de las penas impuestas a los culpables.
- Se prohibió apoderarse de cosa alguna de las villas o concejos del reino, aunque hubiese demandas contra ellos, y se acordó que los demandantes de justicia deberían acudir a los alcaldes del lugar.
- Se acordó que cuando los hombres buenos de las villas fuesen a la Corte a resolver pleitos, serían alojados en buenas posadas y tratados respetuosamente por los oficiales de la Corte, donde permanecerían hasta que el monarca resolviese sus pleitos.
- Con el propósito de fortalecer el respeto hacia las leyes, Fernando IV se comprometió a no indultar a los condenados ni aun en días de indulgencia o festivos, y a no permitir que los criminales se refugiasen en las tierras de realengo.
- Los merinos deberían impedir a los escuderos y peones lanceros que anduviesen por las villas o aldeas exigiendo víveres o dinero, y amenazando a los que se oponían a ellos.[16]

### Reorganización de la cancillería real

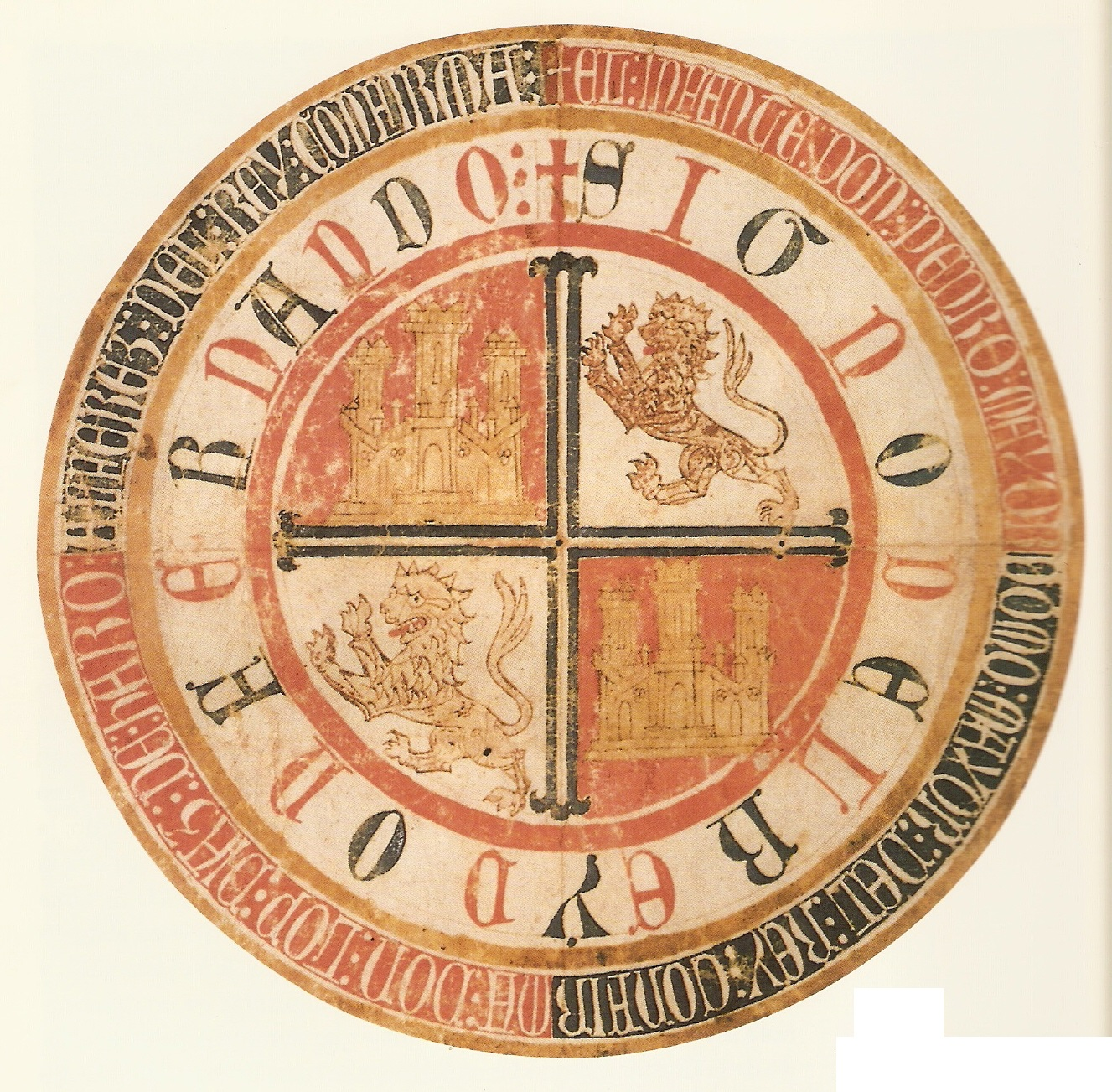
Rueda de un privilegio rodado emitido durante el reinado de Fernando IV de Castilla.

- Cada uno de los cuatro notarios mayores de los reinos de Castilla, León, Andalucía y Toledo tendría tres escribanos a sus órdenes, y también tendrían escribanos propios el canciller real, los alcaldes de corte y los adelantados. Todos ellos deberían jurar que desempeñarían fielmente sus obligaciones, y a cambio tendrían un salario anual de tres mil maravedís, a excepción de los escribanos encargados de los registros, cuyo salario sería de dos mil maravedís anuales. Se dictaron normas acerca del desempeño de sus funciones y se fijaron sus atribuciones y responsabilidades. Si alguno de los escribanos no desempeñaba correctamente su cometido, o si cometían algún abuso serían declarados infames y perjuros, y expulsados de la Corte, en la que no podrían volver a desempeñar puesto alguno,[17] y deberían pagar una multa equivalente al doble de su salario anual.[15]
- Cuatro escribanos se incorporaron al personal de la cámara real y uno de los cuatro, con el título de camarero del rey, sería el superior de los otros.[18] Otros dos escribanos servirían a la reina María de Molina, madre de Fernando IV.[15]
- Un notario público residente en la Corte redactaría y signaría las cartas públicas que se le ordenaran, y sería el único autorizado en el reino de Castilla para expedir dicha clase de documentos.
- Se dispuso que el alguacil del rey, los notarios, los escribanos y los alcaldes, todos ellos miembros de la cancillería, deberían residir en un barrio exclusivo,[18] y que el posadero real debería hacer cumplir dicha orden en los lugares donde residiera el rey.[19]

### Delitos capitales
- A los falsificadores de cartas o sellos les sería aplicada la pena de muerte.
- A los que hiriesen o matasen a un individuo en la Corte o en cinco leguas a la redonda les sería aplicada la pena de muerte y les serían confiscados todos sus bienes, aunque los acusados se refugiasen en lugar sagrado o en la casa de un infante o ricohombre.[10] Fernando IV se comprometió a no excusar el cumplimiento de las penas y a no absolver a los reos.[20]
- A los que exportasen caballos o rocines o cualquier otra mercancía prohibida les sería aplicada la pena de muerte y se confiscarían todos sus bienes.[10]
- Nadie podría tener en la Corte casas de juego y a los que reinciedieran tres veces les sería aplicada la pena de muerte.[15]

### Disposiciones tributarias
- Se intentó refrenar el abuso, cometido por los infantes, ricoshombres, nobles, adelantados y merinos, de solicitar yantares en múltiples ocasiones sin tener derecho a ello.
- Los caballeros y hombres buenos de los diferentes reinos fueron eximidos de pagar impuestos, excepto en los lugares donde habitasen y por tener posesiones en otro lugar, aunque en el reino de Castilla deberían pagar la martiniega.[7]
- El rey se comprometió a no tomar acémilas ni para él ni para sus familiares, si podía evitarlo. Y en caso de no poder hacerlo se comprometió a abonar su coste.[7]
- Los merinos que apresasen a los que debiesen impuestos serían castigados con la pena de muerte y con la confiscación de sus bienes.[7]
- A fin de evitar la excesiva presión fiscal sobre sus súbditos, el rey redujo las soldadas que deberían cobrar los infantes, ricoshombres y nobles de sus reinos.
- Las tierras y heredades de realengo o de behetría no podrían ser transferidas a la jurisdicción señorial o de abadengo.
- Los impuestos que debían pagar las aljamas judías fueron modificados, pues se daba el caso de que, proporcionalmente,[21] los judíos pobres pagaban más impuestos que los ricos.[22] Respecto a los judíos que tuviesen deudas, se confirmaron las disposiciones de los reyes Alfonso X y Sancho IV, padre este último de Fernando IV.[22]